# Traducción normativa
La traducción normativa es la traducción de documentación perteneciente a la aprobación y conformidad de productos como dispositivos médicos, farmacéuticos y  productos para diagnósticos in vitro. Un gran número de países, incluidos Japón y los Estados Unidos, requieren que los dosieres de aprobación de nuevos productos sean presentados en la lengua local de los organismos reguladores para que sean leídos y analizados. De manera similar, cualquier tipo de documentación asociada con cambios posteriores de productos ya aprobados o el informe de problemas sobre el terreno debe ser traducida para los países que así lo requieran.
Aparte de las habilidades lingüísticas, la traducción normativa precisa de un entrenamiento específico y de un conocimiento amplio sobre la materia, para así tener la capacidad de traducir contenido médico y normativo. Ello se debe a la naturaleza altamente técnica, delicada y regulada de los textos médicos, así como la estricta fidelidad de terminología que solicitan algunos países. La traducción normativa asimismo precisa de un conocimiento previo de las plantillas de los documentos que requiere cada país según su formato de dosieres. Debido a que los dosieres de aprobación en muchos casos están compuestos por diferentes tipos de documentos, entre los que se encuentran dibujos CAD, hojas de cálculo y firmas escaneadas de los pacientes, además de secciones expositivas en formato de procesador de textos, el proceso de traducción puede ser más complicado si lo comparamos con otro tipo de traducción médica.

## Ejemplos de textos normativos
Entre algunos de los ejemplos de tipos de documentos normativos que requieren traducción encontramos (aunque no se limita solo a éstos):
- Procedimientos de fabricación de dispositivos médicos o medicamentos
- Especificaciones de diseño o dibujos
- Evaluación de riesgos
- Documentación CMC
- Informes de biocompatibilidad
- Dosieres de aprobación reglamentarios
- Documentación de ensayos clínicos – formularios de consentimiento, formularios de informe de casos o protocolos
- Instrucciones de uso de medicamentos o dispositivos médicos

## Proceso
Debido a que la traducción normativa es típicamente un proceso de varios pasos, la llevan a cabo, frecuentemente, agencias de traducción que supervisan la dirección del proyecto y al equipo de lingüistas. Entre los pasos del proceso podemos encontrar:
- Extracción del texto del formato fuente
- Traducción: la conversión de la lengua fuente a la lengua meta.
- Edición: lectura y revisión llevada a cabo por otra persona para así asegurar que el texto se ajuste al uso terminología aprobada, además de un estilo y expresión adecuados.
- Publicación: conversión de la traducción al formato original, como por ejemplo un documento de Word, página web o programa e-learning.
- Prueba de lectura para asegurar que el nuevo formato de la traducción se visualice correctamente sin texto contaminado, que tenga una puntuación adecuada y que los saltos de página y líneas estén correctamente colocados.
- Revisión del país que hace el encargo: un experto de la lengua nativa revisa la traducción.